# Khayr
Le mot khayr (خير), souvent cité dans le Coran, signifie le "bien", au sens spirituel, moral et matériel du terme.
Suivant la définition proposée par Louis Gardet, "khayr" est à la fois le  bien, le bienfait et le bonheur octroyé par Dieu".
Le mot doit toutefois  s'interpréter de façon différente suivant le contexte dans lequel il est utilisé. Il s'applique d'abord à la communauté des croyants, celle "qui prêche le bien" . Il évoque ensuite l'homme pieux, droit, accompli, désigné comme "meilleur" (khayyir). Il concerne enfin les possessions matérielles accordées par Dieu à ses créatures. Dans cette dernière acception, le mot implique que les croyants se montrent généreux en pratiquant l'aumône, ou bien en créant des fondations pieuses (auquaf).
Khayr peut également se comprendre au sens de voie "préférable" parmi celles qui s'offrent aux hommes pour tendre vers leur accomplissement. Ils trouveront leur récompense dans l'au-delà : « Le bien qu'ils auront fait ne sera pas méconnu » [par Dieu].